# Phrynium tonkinense
Phrynium tonkinense är en strimbladsväxtart som beskrevs av François Gagnepain. Phrynium tonkinense ingår i släktet Phrynium och familjen strimbladsväxter. Inga underarter finns listade.